# Estany de Francí de Dalt
L'Estany de Francí és un llac glacial a 2.330 m d'altitud, a la capçalera de la vall Fosca, al Pallars Jussà, al nord-oest del poble de Cabdella, en el terme municipal de la Torre de Cabdella.Pertany al grup de llacs d'origen glacial de la capçalera nord-oriental del riu de Riqüerna, a través del barranc de Francí, al voltant del Pic Salado. Rep les aigües directament de la muntanya, i les aboca a l'Estany de Francí, a llevant. La seva conca està formada al nord per la Serra de les Mussoles, al nord, i pel Serrat de la Mina, al sud-est.